# Гаврилов Гнат Гаврилович
Ґаві Йиґі (колоніальне російське:Игнатий Гаврилов; *30 березня 1912 — †4 грудня 1973) — удмуртський письменник, драматург. Заслужений діяч мистецтв Росії (1958), член Спілки письменників СРСР (1934). Учасник Другої світової війни.

## З життєпису
В 1924—1928 роках навчався в Можгинському педагогічному технікумі, в 1930 році закінчив театральні курси в Іжевську, в 1930-1932 роках навчався в Москві в Державному інституті театрального мистецтва. Працював в Удмуртському драматичному театрі (1931 — художній керівник, 1932-1938 — режисері та завідувач літературною частиною, 1946—1948 — директор), в редакції газети «Радянська Удмуртія» (1948-1952), голова правління (1938-1942) та літературний консультант (1952-1959) Спілки письменників Удмуртії. З 1959 року на професійній літературній роботі.
Творчий шлях почав як поет під псевдонімом Гаві Йигі. Перший вірш опублікований в газеті «Гудыри» в 1927 році. Спектаклем за його п'єсою «Вало ор куашетэ» («Річка вала шумить») в 1931 році відкрився Удмуртський драматичний театр. Написав понад 30 п'єс, найкращі з яких: «Кезьыт ошмес» («Холодний ключ», пост. 1936), «Груня Тарасова» (пост. 1937), «Азін» (пост. 1938), «Аннок» («Ганнуся», пост. 1944), «Каміт Усманов» (пост. 1945), «Тулыс нуналъёс» («Весняні дні», пост. 1949) — в Удмуртському драматичному театрі, «Жингрес сизьыл» («Дзвінка осінь», пост. 1968) — в Удмуртському музично-драматичному театрі, отримала Державну премію Удмуртської АРСР, 1968. Гаврилов є автором роману-трилогії про життя удмуртської інтелігенції першого післяреволюційного періоду «Вордиськем палъёсын» («В рідних краях», 1958—1961, в перекладі С.Нікітіна «Корні твої», 1975), повістей «Кыдёкысь бригадаын» («В дальній бригаді», 1964), «Гвардеецъёс» («Гвардійці», 1981), мемуарної повісті «Тодам ваисько» («Я згадую», 1978), збірок віршів «Кылбуръёс» («Вірші», 1937), «Шудо шаер» («Щасливий край», 1939), «Октябрь сяськаос» («Квіти Жовтня», 1964), «Вало гуръёс» («Мелодії Вали», 1968), поеми «Сани» («Сашенька», 1938), казки у віршах «Котьку егит» («Вічно молоді», 1968).
Багато віршів Гаврилова стали популярними в народі піснями «Чыдонтэм тулыс уй» («Незабутня весняна ніч», «Гумы» («Свірель»), «Уй пеймыт вал соку» («Ніч темна була тоді») та інші. Він переклав на удмуртську мову твори О. С. Пушкіна, М. В. Гоголя, М. О. Некрасова, О. М. Островського, Максима Горького, Жана-Батиста Мольєра та інших. Воєнні щоденники, які лишились як рукописи, підготував та видав під назвою «Пероен но штыкен» («І пером, і штиком») в 1981 році Олексій Єрмолаєв.
Перекладав твори Т. Шевченка, Панаса Мирного.
Гаврилов обирався депутатом Верховної Ради Удмуртської АРСР в 1938—1946 роках. Нагороджений орденом Трудового Червоного Прапора (1958), 2 орденами Червоної Зірки (1944, 1945), декількома медалями.

## Твори
- Пьесы. Ижевск, 1954;
- С добрым утром: Стихи. М., 1959;
- Люкам сочинениос: 3 томен. Устинов, 1986—1988.